# Leptotes chadwicki
Leptotes chadwicki är en fjärilsart som beskrevs av Comstock och Huntington 1946. Leptotes chadwicki ingår i släktet Leptotes och familjen juvelvingar. Inga underarter finns listade i Catalogue of Life.